# Lanota
『Lanota』（ラノタ）は、Noxy Gamesが開発、配信している音楽ゲーム。iOS版とAndroid版が2016年7月13日にApp StoreとGoogle Play ストアでリリースされた。iOS版はゲームのプレイに有料のアプリを購入する必要があるが、Android版はチャプター III迄を広告付きで無料で遊ぶ事が出来る。2018年4月13日、フライハイワークスが携わるLanotaのSwitch版が開発中である事が発表され、同年6月に全世界でリリースされた。
音楽ゲームのメインとなるゲームプレイに加え、絵本の様なストーリー、マップ探索、アイテム収集の要素が盛り込まれている。プレイヤーは曲をクリアすることでストーリーを進め、より多くの曲を解放することが出来る。

## ゲームプレイ
プレイヤーはゲーム内で「ノタリウム調律装置」と呼ばれる物を使って楽曲をプレイする。プレイの最中は円の中央に歯車があり、そこからノーツが降って来る。楽曲の途中で円は拡大、縮小、回転、移動し、ノーツが円の外周に到達した時にタイミング良くタップ、フリック、ホールド、スライドすることでスコアが加算される。ストーリーを進めることで、アイテムを集め保管することが出来る。メニューにアクセスすることで集めたストーリーとアイテムの閲覧、ゲームのインターフェースのカスタムが可能。

### スコア
ノーツは押したタイミングでHarmony、Tune、Failに判定が分類され、加算される点も異なる。プラチナプランのサブスクリプションを購入した場合にのみ、特定の不正確なHarmonyとTuneに対して正確なタイミングよりもFastかSlowかを表示する機能がある。Harmonyはスコア加算、Tuneはコンボは途切れないがスコア加算がHarmonyの半分、Failはスコアが加算されない。スコアは判定の他に最大コンボ数にも影響される。全ての楽曲で最大スコアは1,000,000であり、スコアに応じてランクも与えられる。
| ランク | スコア            |
| ------ | ----------------- |
| L      | 1000000 - 0980000 |
| S      | 0979999 - 0950000 |
| A      | 0949999 - 0900000 |
| B      | 0899999 - 0700000 |
| C      | 0699999 - 0500000 |
| D      | 0499999 - 0000000 |

加えて、曲中の全てのノーツがHarmonyだった場合は「Perfect Purified」、Failが無かった場合は「All Combo」となる。

### モード
プレイヤーは選曲時に「Tune」と「Purify」の2つのモードで遊べる。Purifyモードでは多くのノーツの判定がFailだと楽曲が途中で強制終了するが、Tuneモードではこの制限は無い。ゲームの難易度は「WHISPER」、「ACOUSTIC」、「ULTRA」、「MASTER」の4つが用意されており、各楽曲をMASTERで遊ぶにはULTRAで「A」ランク以上を獲得して解放する必要がある。

## ストーリー
ゲームの舞台となるのは、250年前に「アル・ニエンテ」と呼ばれる大災害が発生し世界の大部分が色と音を失った、現実の世界と似ている場所。古代の先人が残した結晶のエネルギー源である「ノタリウム」が近くにあれば、そこは色を取り戻すことが出来る。人工物質であるノタリウムを精製する方法は忘れ去られており、全てのノタリウムはノタリウム管理局から提供されている。プレイヤーは主人公のフィシカとリツモを操作して、弱体化し「無秩序」となったノタリウムを「調律」し、世界を元の状態に戻さなければならない。

## 登場人物
ゲームのストーリーには複数の人物が登場する。
フィシカ
年齢は17歳、身長は171 cm。ノタリウム管理局が保管している文書を元にノタリウム調律装置をデザイン、開発した控え目で思慮深い天才。家は代々ノタリウム管理局の研究員で、フィシカの両親もノタリウム管理局の研究員。一人っ子。寡黙な性格で良く物思いに耽っており、人に何を考えているのか分からない印象を与える。滅多に自分の考えを口にしたり厳しい表情を見せたりしないが、発言する時には的を射た意見を言う。幼い頃から頭脳明晰な才能を発揮し、弱冠14歳にして教育を修了したフィシカは、卒業後間も無くノタリウム管理局に入局。それ故にリツモ以外の友人は殆どいない。趣味は様々な本を読む事と料理。特に好きなのは、昼間に研究室の近くへピクニックに行って自家製のラタトゥイユを食べる事。
リツモ
年齢は17歳、身長は169 cm、体重は55 kg。自称「スターライトシューター」。ノタリウム調律装置を使える唯一の人物。音楽家の家庭で2人兄弟の次男として生まれる。兄は音楽に関する才能は親譲りで、村で1番のヴァイオリニスト。一方でリツモはまだ称賛に値する音楽の才能を発揮していないが、余り気にしていない様子。陽気で率直且つ自由に自分の考えを言うために時には向こう見ずに見えるが、実は内面は温厚で周囲に気を配る事が出来、相手への思いやりを見せる好青年。幼少期から在り来りの融通の利かない教え方を退屈に感じて学校の授業を抜け出す事も時々あり、自分で曲を書いたり、基本断られるがフィシカと遊ぶ為に尋ねたりしている。暇な時間の殆どは、趣味のリュートを使って即興で弾き語りをするのに明け暮れている。

### 沈黙辺境守備隊
ネロ
年齢は26歳、身長は186 cm。沈黙辺境守備隊のメンバーでロッサのパートナーである。以前、ロッサと共にノタリウムテクノロジーを研究してノタリウム調律装置を作ろうとしたが、調律実験に失敗して事故を起こした。その後は事故に因る悲劇の再発を防ぐ目的でロッサと沈黙辺境守備隊に入り、世界の現状を維持する事にした。今でも過去の失敗を引き摺っており、それを話したがらない。頭脳明晰だが寡黙で普段は感情を表情に出さない為、何を考えているのか分かり難く利己主義的である様にも見られる。ロッサの衝動的な言動に意見を述べたり、彼女の怒りを宥めたりする役割を持つ。甘い物を好む。どんな天気でもコートを着ており、沈黙辺境守備隊の中ではその理由は常にコートのポケットから菓子を出せるからだと噂されていた。
ロッサ
年齢は25歳、身長は149 cm。沈黙辺境守備隊のメンバーでネロのパートナーである。ネロとはノタリウムテクノロジーを研究していた頃からの付き合いであり、同じ目的で沈黙辺境守備隊に入った。明るく外交的で仲間思いだが、大雑把な所はネロにサポートされている。趣味は愛犬のグレイシーとの散歩。

## 用語
ノタリウム
アル・ニエンテが起きる前から存在していた人工物だが未だに製法が判明しておらず、現代での製造は実現していない。1粒のノタリウムには凄まじいエネルギーが含まれており、人々の日常生活に欠かせない様々な器具の動力源として利用可能。現在はノタリウム管理局が統一して保管、配分している。
ノタリウム調律装置
フィシカがノタリウム管理局に保管されていた文献を参考に、独自に作り上げた装置。カオティックノタリウムを調律してハーモナイズドノタリウムに変化させ、ノタリウム内のエネルギーを使える状態にする事が出来る。
アル・ニエンテ
250年前に突如発生した原因不明の異変で、未だに影響する範囲が拡大している。侵食された地域の全ての物体は初めに色と音を失い、時間が止まったかの様に動かなくなり、最後には静寂だけが残される。その為、フィシカとリツモは物心が付いてから、行動出来る範囲は生まれた町と周辺の限られた場所しか無かった。ノタリウムで作られたアクセサリーを着用する事でアル・ニエンテの侵食を防げるが、アル・ニエンテの影響範囲内ではハーモナイズドノタリウムは少しずつ力を失い最終的にカオティック状態になるため、影響範囲内に長く滞在するのは不可能である。

## コラボレーション
- Tone Sphere[16]
- STELLIGHTS[17]
- Arcaea[18][19]
- グルーヴコースター[20][21]
- 陽春白雪 Lyrica[22]
- OverRapid[23][24][25]
- WACCA[26][27]

## 受賞
- IMGA（英語版） SEA 2016 「Excellence in Audio」[28]
- 2017 Taipei Game Show（中国語版） - Indie Game Award 「Best Audio」[29]